# Susitino Sionepoe
Susitino Sionepoe, né le 4 janvier 1965 à Vaitupu dans le district de Hihifo dans l'archipel de Wallis-et-Futuna, est un évêque catholique français, père mariste et archevêque de Nouméa depuis le 14 janvier 2025.

## Biographie

### Prêtre
Susitino Sionepoe est ordonné prêtre, le 28 novembre 1993 pour la société de Marie. Il est ensuite vicaire dans le diocèse des Tonga jusqu'en 1996. Il rejoint la Nouvelle-Calédonie où il sert à Pouébo jusqu'en 2000, puis à Koumac jusqu'en 2006.
Il reprend des études de 2006 à 2007 à l'institut catholique de Paris puis retourne en Nouvelle-Calédonie où il rejoint la communauté mariste de Saint-Louis au Mont Dore. 
De 2012 à 2018, il est vicaire provincial de Suva aux Fidji et supérieur religieux des maristes de Wallis-et-Futuna. 

### Évêque
À l'issue de ce mandat, il retrouve pour quelques mois une activité paroissiale à Yaté, en Nouvelle-Calédonie avant que le pape François ne le nomme évêque de diocèse de Wallis-et-Futuna le 24 décembre de la même année. Il est consacré le 24 mars 2019 des mains de Michel Calvet, archevêque de Nouméa.
Il est nommé archevêque de Nouméa à la suite de la démission de Michel Calvet, le 14 janvier 2025. Il est installé le 12 avril 2025 en la cathédrale Saint-Joseph de Nouméa, en présence de Gábor Pintér, délégué apostolique pour les îles du Pacifique, et de plusieurs évêques du Pacifique.

## Armoiries
Un timbre a été émis aux armoiries de Susitino Sionepoe en 2021.